# Microregiunea Bucegi-Piatra Craiului

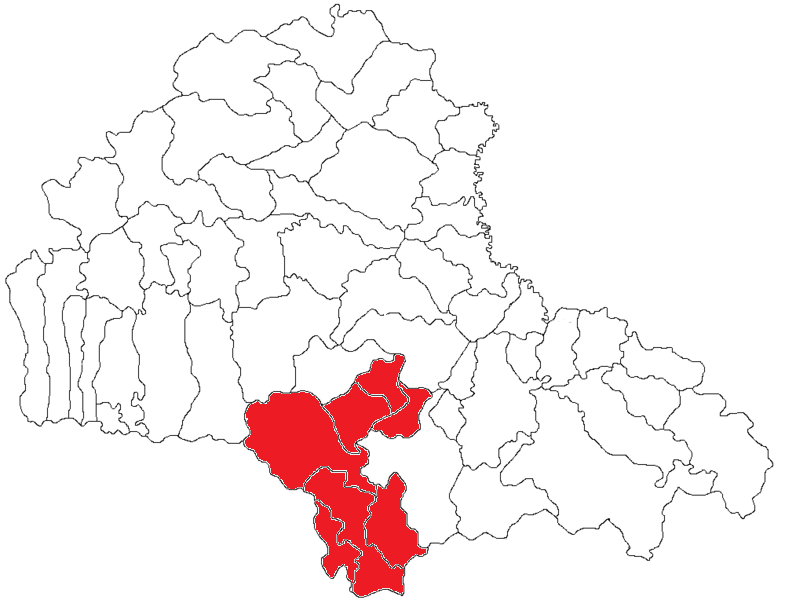
Situarea microregiunii Bucegi-Piatra Craiului în cadrul judeţului Braşov

Microregiunea Bucegi-Piatra Craiului cuprinde teritoriile administrative ale orașului Zărnești și ale comunelor Bran, Fundata, Holbav, Moieciu, Poiana Mărului și Vulcan. Este o zonă turistică importantă și deține zone protejate importante cum ar fi Parcul National Piatra Craiului și Parcul Natural Bucegi.